# Аршаньзельменское сельское муниципальное образование
Аршаньзельме́нское се́льское муниципа́льное образова́ние — сельское поселение в Сарпинском районе Калмыкии.
Административный центр — посёлок Аршань-Зельмень.

## География
Аршаньзельменское СМО расположено в восточной части Сарпинского района и граничит:
- на юго-западе с Обильненским СМО,
- на западе — с Кировским СМО,
- на северо-западе — с Садовским СМО,
- на северо-востоке — с Малодербетовским районом (Ханатинское СМО);
- на юго-востоке и юге - с Кетченеровским районом (Тугтунское и Кетченеровское СМО).

Территория поселения в геоморфологическом плане расположена на восточных склонах Ергенинской возвышенности и западной части Сарпинской низменности.
Крупнейшие водоёмы - озеро Ханата, частично расположенное в восточной части СМО, озеро Батыр-Мала и водохранилище Аршань-Зельмень. Значительную часть территории СМО (около 69,0 %) занимает государственный природный заказник «Ханата» (общая площадь – 52 000 га, в том числе в границах Сарпинского района – 34 320 га).

## Население
| 2002 | 2010 | 2011 | 2012 | 2013 | 2014 | 2015 |
| ---- | ---- | ---- | ---- | ---- | ---- | ---- |
| 763  | ↘747 | ↘742 | ↘715 | ↘688 | ↘677 | ↘666 |
| 2016 | 2017 | 2018 | 2019 | 2020 | 2021 |      |
| ↘643 | ↘611 | ↘605 | ↘578 | ↘557 | ↗580 |      |

Население СМО (на 01.01.2012 года) составляет 737 человек. Население на территории СМО распределено неравномерно: 95,3 % населения проживает в посёлке Аршань-Зельмень. Плотность населения в СМО составляет 1,5 чел./км². Из общего количества населения – 0,74 тыс. чел., население моложе трудоспособного возраста составляет 0,12 тыс. чел., (16,2 %), в трудоспособном возрасте – 0,52 тыс. чел. (70,3 %), старше трудоспособного возраста – 0,10 тыс. чел. (13,5 %). Отмечается естественная убыль населения на уровне -4 чел./год на 1000 жителей.
Соотношение мужчин и женщин составляет, соответственно, 52,5 % и 47,5 % (преобладает мужское население).

### Национальный состав
Калмыки – 94,2 %, русские – 4,5 %, другие национальности – 1,3 %.

## Состав сельского поселения
| № | Населённый пункт | Тип населённого пункта          | Население |
| - | ---------------- | ------------------------------- | --------- |
| 1 | Аршань-Зельмень  | посёлок, административный центр | ↘713      |
| 2 | Шин              | посёлок                         | ↘38       |

## Экономика
Основной отраслью экономики является сельское хозяйство. Ведущим сельскохозяйственным предприятием в СМО является СПК «Аршань-Зельменский», специализирующийся на животноводстве (основной профиль) и растениеводстве. Кроме того, хозяйственную деятельность (сельскохозяйственное производство) со специализацией на животноводстве (преимущественно) и растениеводстве в СМО ведут 24 КФХ и 35 ЛПХ.

## Транспортная инфраструктура
Территорию СМО пересекает автодорога федерального значения — Волгоград — Элиста (М-6 "Каспий").